# Madonna y MTV
La artista estadounidense Madonna y la cadena de televisión MTV surgieron en los inicios de los años 1980, como parte del conglomerado de medios Warner. El nacimiento de MTV supuso un cambio en la industria musical y el panorama cultural de la época con la utilización masiva del videoclip, donde los artistas vendían más registros musicales con el rodaje de ellos, asociados al materialismo y la moda. Madonna se convirtió en la primera mujer en explotar plenamente el concepto de los videoclips, y llegó a ser eventualmente, la mujer que cambió la historia musical para las artistas femeninas y las celebridades modernas y pasadas del pop. El profesor Ellis Cashmore compara esta «relación» como una «exquisita simbiosis».
Los autores afirman que así como MTV ayudó a la artista, Madonna ayudó a «crear» a la cadena. El académico intelectual de Estados Unidos, Douglas Kellner hace hincapié que aunque el surgimiento de la artista entre la era del reaganismo, las imágenes prolíficas asociadas dramáticamente a MTV, sellos musicales fuertes y MTV como la gran novedad ya no existe, pero Madonna sí.
La presencia de Madonna en las ceremonias de premiaciones han reforzado la reputación de la cadena, cambiando el sentido de las presentaciones en vivo en cuanto a premiaciones. Sin embargo, Madonna es también la artista con más videoclips censurados. Aunque los expertos indican huesos en esto, la artista siempre encontró beneficios, y la cadena también. Con su videoclip «Justify My Love», MTV creó una pauta de censuras.
Conocida como la «Reina de MTV», Madonna ha tenido más videoclips rotando que cualquier otro artista en la historia de la cadena. CNN sugiere que los acrónimos de la cadena podrían significar «Madonna Television». Asimismo, es la segunda artista que más premios y nominaciones ha obtenido en la historia de los MTV Video Music Awards, incluyendo ser la primera en recibir el galardón Video Vanguardia por sus contribuciones al videoclip y su impacto social.

## Orígenes

Logo actual de la MTV desde 2010.

Tanto MTV como Madonna surgieron simultáneamente y formaban parte del conglomerado de medios de la Warner en los inicios de los años 1980. Es aquí donde el director canadiense Gary Burns sugiere que el «matrimonio» de ambos se hizo «proto-sinérgico perfecto». El profesor Ellis Cashmore compara a esta «relación» como una «exquisita simbiosis». Carrie Havranek en el libro Women Icons of Popular Music anotó que el ascenso de MTV y la aparición de Madonna «han sido casi sinónimos». En el momento en que Viacom compró a MTV en 1985, Madonna se había unido más a la compañía de cable y aunque Viacom no poseía ninguna disquera utilizó su influencia en la industria fonográfica a través de las redes de televisión por cable.
Madonna se convirtió en la primera mujer en explotar plenamente el concepto de los vídeos musicales. y llegó a ser eventualmente, en la mujer que cambió la historia musical para las artistas femeninas y las celebridades modernas y pasadas del pop. Los académicos del libro The Fine Art of Success señalan que «MTV comercializa agresivamente la imagen de Madonna como una combinación lúdica y atractiva del punk y la cultura pop, y pronto se convirtió estrechamente en una aliada con la red». La autora Liz Sonneborn en su libro A to Z of American Women in the Performing Arts (2002), anotó que «Madonna utilizó con éxito MTV para promocionar su música». De la misma manera, en The Madonna Companion, sus biógrafos Allen Metz y Carol Benson señalaron que más que cualquier otro artista pop reciente, Madonna había utilizado MTV y sus videos musicales para establecer su popularidad y mejorar su trabajo musical.
Madonna también ha convertido en algo habitual, su participación en las ceremonias de premiación de las entregas de MTV. En este punto, el doctor Ian Inglis en el libro Performance and Popular Music: History, Place and Time comenta que «la artista contribuyó al menos con tres actuaciones que fueron lo suficientemente emocionantes para la televisión como para ser reciclado como vídeos».

## Impacto sociocultural

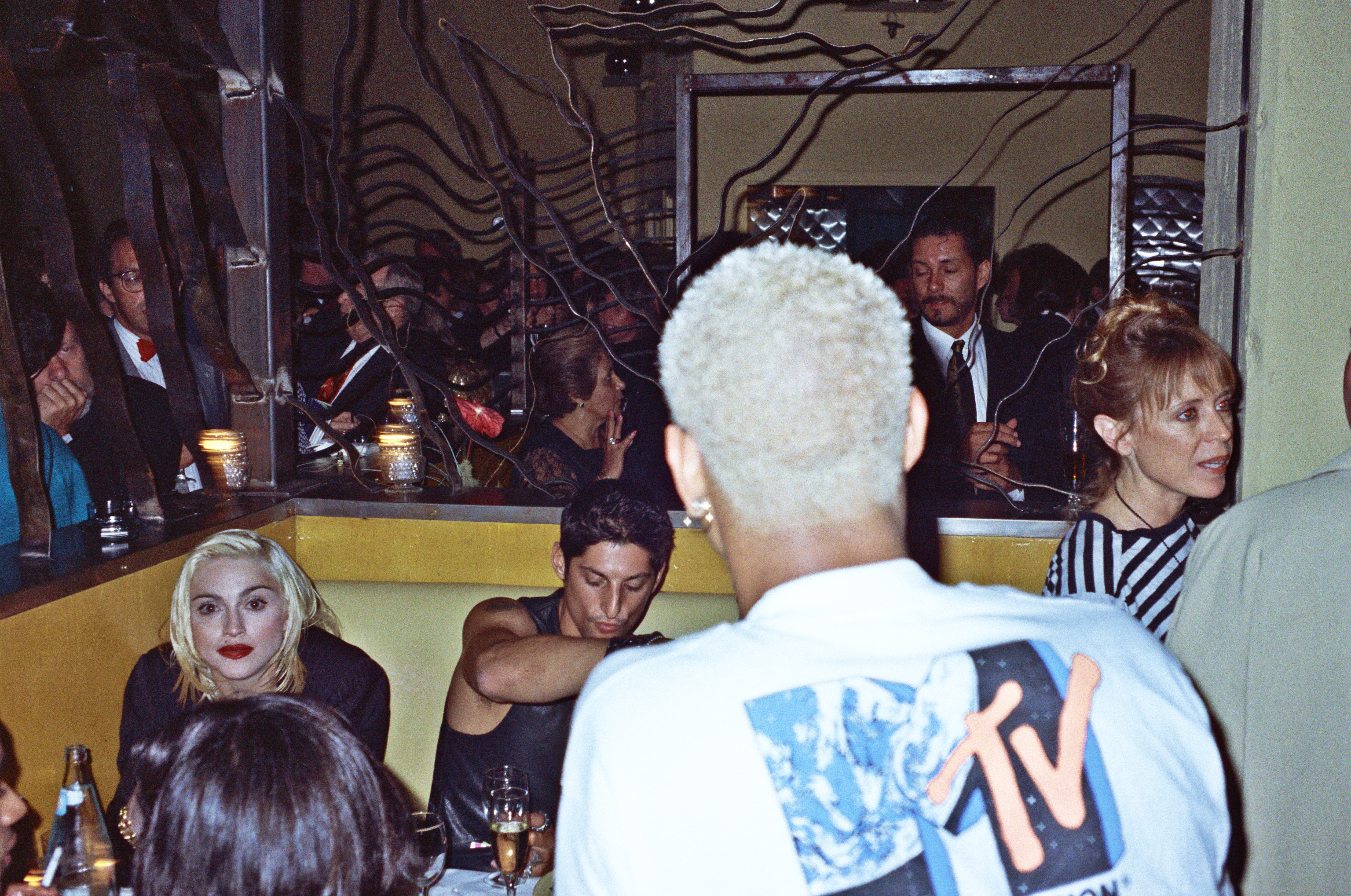
Madonna (en el fondo a la izquierda) en 1990 y uno de sus amigos con la playera de un logo MTV.

Los académicos Bob Batchelor y Scott Toddart en el libro The 1980s comentan que no fueron únicamente las películas que crearon tendencias durante los años 1980, sino también MTV y Madonna, ya que ella influenció estilos de muchas maneras a través de sus vídeos musicales. El director canadiense Gary Burns, expresó que «Madonna y MTV han estado haciendo un partido en el cielo desde que ambos llegaron simultáneamente en las escenas musicales y televisivas estadounidenses a principios de 1980». El escritor estadounidense Arie Kaplan, señala a «Material Girl», como uno de esos vídeos que definen a MTV (o al menos, usados para definir a MTV). En líneas generales, los autores afirman que así como MTV ayudó a la artista, Madonna ayudó a «crear» a la cadena. De hecho, es conocida como la «Reina de MTV», y CNN sugiere que los acrónimos de la cadena podrían significar «Madonna Televisión».
| «[...] Los vídeos de música espectaculares a través de la década de 1980 fue en gran parte atribuible a su genio, aunque debemos considerar que Madonna sigue siendo influyente hoy, si no fuera por MTV. |

Los autores también han asociado tanto a MTV como a Madonna en un contexto postmodernista.  Como el académico Robert Miklitsch quien además dice que es más que a una figura de los medios de comunicación contemporáneos y estudios culturales. Jonathan Bignell en el libro Postmodern Media Culture anotó que «el contexto MTV de sus vídeos contiene su significado en un contexto de globalización de los medios».
Las actuaciones en directo de las ceremonias de premios MTV, generalmente son recordados como momentos de la cadena, aunque en cuestiones sean superiores a los de Madonna. En este punto, Inglis hace referencia que aunque Madonna y MTV tienen una simbiosis permanente, el principal beneficio de la artista sobre esta relación es la interminable rotación de sus videoclips, ya que las derivadas actuaciones de los Video Music Awards son sólo un pequeño porcentaje. Así, el autor añade que «el legado más importante de su [actuación de 1984] es la legitimidad que prestó a MTV en un momento en que la cadena estaba tratando de convencer al mundo de la dignidad de los vídeos musicales». El doctor Ian Inglis comenta que «la importancia histórica de las actuaciones de Madonna en los MTV Video Music Awards se deriva principalmente de su sede televisiva» ya que «hacen hincapié en la parte de televisión de MTV y anuncian la llegada de la red como un árbitro cultural». Rob Tannenbaum de Billboard comenta que esa actuación de Madonna en 1984, es en gran parte responsable de la primera franquicia [de la cadena].
Madonna ha tenido más vídeo rotando que cualquier otro artista en la historia de la cadena. Sin embargo, el vídeo de 1990, «Justify My Love», la MTV lo censuró por su contenido sexual y creó una pauta para este tipo de clips. El profesor John E. Semonche señala que con esto, la cadena como la artista se convirtieron en noticias y no únicamente del entretenimiento. Es ahí que para algunos autores, Madonna se benefició de ser censurada por MTV. Así, el profesor Jack Banks sugiere que «el caso más publicitado de desafío de un artista de las normas de MTV fue Madonna». Finalmente, Madonna es la segunda artista que más premios y nominaciones ha obtenido en la historia de los MTV Video Music Awards, incluyendo ser la primera mujer en recibir el galardón Video Vanguardia por sus contribuciones al vídeoclip y su impacto sociocultural.